# Deutsche Feldhandball-Meisterschaft 1932/33
Die Deutsche Feldhandball-Meisterschaft 1932/33 war die dreizehnte deutsche Feldhandball-Meisterschaft der Männer und die letzte, welche von verschiedenen Verbänden getrennt ausgespielt wurde. Erneut gab es eine von der Deutschen Sportbehörde für Leichtathletik (DSL) und eine von der Deutschen Turnerschaft (DT) organisierte Meisterschaft. Die in den letzten Jahren ausgetragenen Meisterschaften vom Arbeiter-Turn- und Sportbund (ATSB) und vom DJK-Sportverband entfielen in dieser Spielzeit. Der SV Waldhof Mannheim sicherte sich zum ersten Mal den Meistertitel im DSL. Bei der deutschen Turnerschaft war die Allgemeine Turngemeinde Gera erstmals erfolgreich.
Im Zuge der Gleichschaltung wurden die historisch gewachsenen Verbandsgebiete nach dieser Spielzeit den politischen Gliederungen angepasst und die Feldhandballmeisterschaften zukünftig vom Fachamt 4 des Deutschen Reichsausschusses für Leibesübungen (DRL) organisiert.

## Meisterschaft der DSL

### Modus
Erneut wurden die Teilnehmer in den sieben von den Regionalverbänden ausgespielten Regionalmeisterschaften ermittelt. Die regionalen Meister und Vizemeister waren für die Endrunde um die Deutsche Feldhandballmeisterschaft qualifiziert, welche im K.-o.-System ausgetragen wurden. Die beiden mitgliedsstärksten Verbände WSV und VMBV durften zudem noch einen dritten Teilnehmer stellen.
Folgende Vereine qualifizierten sich für die diesjährige Feldhandballmeisterschaft des DSL:
| Verein                  | Qualifiziert als                           |
| ----------------------- | ------------------------------------------ |
| Polizei SV Königsberg   | Baltischer Meister (BSV)                   |
| SV Polizei Hamburg      | Norddeutscher Meister (NSV)                |
| SV St. Georg von 1895   | Norddeutscher Vizemeister (NSV)            |
| TuRa Barmen             | Westdeutscher Meister (WSV)                |
| MSV Hindenburg Minden   | Westdeutscher Vizemeister (WSV)            |
| VfB 08 Aachen           | Gewinner Spiel um dritten Startplatz (WSV) |
| Polizei SV Berlin       | Brandenburgischer Meister (VBAV)           |
| 1. Spandauer Polizei-HC | Brandenburgischer Vizemeister (VBAV)       |
| Polizei SV Burg         | Mitteldeutscher Meister (VMBV)             |
| Polizei VfL Weißenfels  | Mitteldeutscher Vizemeister (VMBV)         |
| Polizei SV Halle        | Sieger Runde der Zweiten (VMBV)            |
| Post SV Oppeln          | Südostdeutscher Meister (SOLV)             |
| SpVgg Fürth             | Süddeutscher Meister (SFuLV)               |
| SV Waldhof Mannheim     | Süddeutscher Vizemeister (SFuLV)           |

### Vorrunde
| Datum          |                       | Ergebnis | !Ort                                   |
| -------------- | --------------------- | -------- | -------------------------------------- |
| 23. April 1933 | Polizei SV Halle      | 04:90    | SV Waldhof Mannheim \|\|Halle          |
| 23. April 1933 | Polizei SV Burg       | 11:70    | SV St. Georg von 1895 \|\|Burg         |
| 23. April 1933 | TuRa Barmen           | 10:80    | SpVgg Fürth \|\|Barmen                 |
| 23. April 1933 | MSV Hindenburg Minden | 09:80    | Polizei SV Weißenfels \|\|Minden       |
| 23. April 1933 | Polizei SV Königsberg | 04:90    | 1. Spandauer Polizei-HC \|\|Königsberg |
| 23. April 1933 | Post SV Oppeln        | 05:10    | Polizei SV Berlin \|\|Oppeln           |
| 23. April 1933 | SV Polizei Hamburg    | 06:90    | VfB 08 Aachen \|\|Hamburg              |

### Zwischenrunde
| Datum                                      |                     | Ergebnis | !Ort                             |
| ------------------------------------------ | ------------------- | -------- | -------------------------------- |
| 7. Mai 1933                                | SV Waldhof Mannheim | 06:50    | TuRa Barmen \|\|Mannheim         |
| 7. Mai 1933                                | VfB 08 Aachen       | 06:90    | Polizei SV Burg \|\|Aachen       |
| 7. Mai 1933                                | Polizei SV Berlin   | 13:10    | MSV Hindenburg Minden \|\|Berlin |
| 1. Spandauer Polizei-HC hatte ein Freilos. |                     |          |                                  |

### Halbfinale
| Datum        |                     | Ergebnis | !Ort                                  |
| ------------ | ------------------- | -------- | ------------------------------------- |
| 21. Mai 1933 | SV Waldhof Mannheim | 10:60    | Polizei SV Berlin \|\|Mannheim        |
| 21. Mai 1933 | Polizei SV Burg     | 11:50    | 1. Spandauer Polizei-HC \|\|Magdeburg |

### Finale
| SV Waldhof Mannheim | SV Waldhof Mannheim | Polizei SV Burg | Polizei SV Burg      |
| | 11. Juni 1933 in Magdeburg (Cricketer Sportplatz) Ergebnis: 7:5 (5:2) Zuschauer: 10.000 – 20.000 Schiedsrichter: Boymann (Münster) | 11. Juni 1933 in Magdeburg (Cricketer Sportplatz) Ergebnis: 7:5 (5:2) Zuschauer: 10.000 – 20.000 Schiedsrichter: Boymann (Münster) | Flagge nicht bekannt |
| Franz Weigold – Wilhelm Müller, Christoph Schmidt, Gottfried Rutschmann, Heinrich Kritter, Franz Rathgeber, Philipp Zimmermann, Paul Engelter, Fritz Spengler, Wilhelm Herzog, Walter Schmidt, Willi Burkhardt | Möller – Möbius, Sohn, Schulze, Rasche, Moldenhauer, Maltzahl, Böttcher, Schüler, Alfred Klingler, Kästner                         | | Flagge nicht bekannt |

## Meisterschaft der Deutschen Turnerschaft
Die Qualifikation zu Deutschen Feldhandballmeisterschaft der Deutschen Turnerschaft erfolgte über regionale Spielklassen und Turniere. An dem Viertelfinale fand die Austragung der Meisterschaft während des XV. Deutschen Turnfestes statt.

### Vorrunde
| Datum         |                        | Ergebnis    | !Ort                                             |
| ------------- | ---------------------- | ----------- | ------------------------------------------------ |
| 21. Mai 1933  | TSV 1883 Herrnsheim    | 13:50       | TV 1881 Friesenheim \|\|Worms                    |
| 21. Mai 1933  | TV Oppum 1894          | 07:10       | TuS Hagen-Eilpe \|\|Krefeld                      |
| 28. Mai 1933  | Eßlinger TSV 1845      | 08:60       | Turngemeinde Ketsch \|\|Esslingen                |
| 28. Mai 1933  | TSG 1885 Fechenheim    | 03:60       | Turngesellschaft Stuttgart \|\|Frankfurt am Main |
| 28. Mai 1933  | TS Wartburg Eisenach   | 03:60       | Kettwiger TV 1870 \|\|Eisenach                   |
| 28. Mai 1933  | VfL Hagen 1863         | 10:7 n. V.  | Polizei SV Hann. Münden \|\|Hagen                |
| 28. Mai 1933  | Militär-SV Bremen      | 7:6 n. V.   | Hamburger Turnerbund von 1862 \|\|Bremen         |
| 21. Mai 1933  | Polizei SV Kiel        | 08:40       | ATV 1865 Harburg \|\|Kiel                        |
| 21. Mai 1933  | TK Hannover            | 07:40       | TV Jahn Minden \|\|Hannover                      |
| 28. Mai 1933  | TV Fürth 1860          | 06:40       | TG Pirna \|\|Fürth                               |
| 28. Mai 1933  | MTV Magdeburg-Neustadt | 03:40 n. V. | Turngemeinde in Berlin \|\|Magdeburg             |
| 28. Mai 1933  | ATV Leipzig-Schönefeld | 07:10       | ATG Gera \|\|Leipzig                             |
| 28. Mai 1933  | TV 1861 Cottbus        | 11:90       | ATV Penzig \|\|Cottbus                           |
| 28. Mai 1933  | Königsberger MTV 1842  | 13:50       | MTV Greifenberg \|\|Königsberg                   |
| 28. Mai 1933  | ATV 1848 Hainichen     | 6:7 n. V.   | Askanischer TV Berlin \|\|Frankenberg            |
| 28. Mai 1933  | Polizei SV Köln        | 06:60       | TV 1875 Algenrodt \|\|Köln                       |
| 11. Juni 1933 | TV 1875 Algenrodt      | 08:30       | Polizei SV Köln \|\|Algenrodt                    |

### Achtelfinale
| Datum         |                            | Ergebnis  | !Ort                             |
| ------------- | -------------------------- | --------- | -------------------------------- |
| 11. Juni 1933 | ATG Gera                   | 06:40     | Turngemeinde in Berlin \|\|Gera  |
| 11. Juni 1933 | Askanischer TV Berlin      | 09:40     | Königsberger MTV 1842 \|\|Berlin |
| 11. Juni 1933 | Eßlinger TSV 1845          | 07:50     | TV Fürth 1860 \|\|Esslingen      |
| 11. Juni 1933 | VfL Hagen 1863             | 03:60     | TSV 1883 Herrnsheim \|\|Hagen    |
| 11. Juni 1933 | Militär-SV Bremen          | 03:50     | TV Oppum 1894 \|\|Bremen         |
| 11. Juni 1933 | TV 1861 Cottbus            | 5:4 n. V. | Polizei SV Kiel \|\|Cottbus      |
| 18. Juni 1933 | Kettwiger TV 1870          | 10:50     | TK Hannover \|\|Kettwig          |
| 18. Juni 1933 | Turngesellschaft Stuttgart | 10:50     | TV 1875 Algenrodt \|\|Stuttgart  |

### Viertelfinale
| Datum         |                       | Ergebnis | !Ort                                     |
| ------------- | --------------------- | -------- | ---------------------------------------- |
| 27. Juli 1933 | ATG Gera              | 09:80    | Turngesellschaft Stuttgart \|\|Stuttgart |
| 27. Juli 1933 | Eßlinger TSV 1845     | 10:40    | Kettwiger TV 1870 \|\|Stuttgart          |
| 27. Juli 1933 | Askanischer TV Berlin | 05:10    | TV Oppum 1894 \|\|Stuttgart              |
| 27. Juli 1933 | TSV 1883 Herrnsheim   | 10:60    | TV 1861 Cottbus \|\|Stuttgart            |

### Halbfinale
| Datum     |                   | Ergebnis | !Ort                                |
| --------- | ----------------- | -------- | ----------------------------------- |
| Juli 1933 | ATG Gera          | 06:30    | Askanischer TV Berlin \|\|Stuttgart |
| Juli 1933 | Eßlinger TSV 1845 | 09:50    | TSV 1883 Herrnsheim \|\|Stuttgart   |

### Finale
| Arbeiter Turn-Gemeinschaft Gera | Arbeiter Turn-Gemeinschaft Gera | Eßlinger TSV 1845                                                 | Eßlinger TSV 1845    |
| Flagge nicht bekannt            | 30. Juli 1933 in Stuttgart (Adolf-Hitler-Kampfbahn) Ergebnis: 4:3                                                                                         | 30. Juli 1933 in Stuttgart (Adolf-Hitler-Kampfbahn) Ergebnis: 4:3 | Flagge nicht bekannt |
| Flagge nicht bekannt            | Paul Olpp – Jupp Enzweiler, Eugen Schumacher, Hermann Rieckert, Aloys Schwarz, Otto Eitel, Adolf Gross, Willi Kopp, Albert Schwarz, Paul Haug, Emil Egner |                                                                   | Flagge nicht bekannt |